# Judo vid olympiska sommarspelen 1996
Resultat från tävlingarna i judo under olympiska sommarspelen 1996.

## Medaljsummering

### Medaljtabell
| Pl.    | Nation        | Guld | Silver | Brons | Totalt |
| ------ | ------------- | ---- | ------ | ----- | ------ |
| 1      | Japan         | 3    | 4      | 1     | 8      |
| 2      | Frankrike     | 3    | 0      | 3     | 6      |
| 3      | Sydkorea      | 2    | 4      | 2     | 8      |
| 4      | Kuba          | 1    | 1      | 4     | 6      |
| 5      | Belgien       | 1    | 1      | 2     | 4      |
| 6      | Polen         | 1    | 1      | 0     | 2      |
| 7      | Tyskland      | 1    | 0      | 4     | 5      |
| 8      | Kina          | 1    | 0      | 1     | 2      |
| 9      | Nordkorea     | 1    | 0      | 0     | 1      |
| 10     | Spanien       | 0    | 1      | 2     | 3      |
| 11     | Italien       | 0    | 1      | 1     | 2      |
| 12     | Uzbekistan    | 0    | 1      | 0     | 1      |
| 13     | Nederländerna | 0    | 0      | 3     | 3      |
| 14     | Brasilien     | 0    | 0      | 2     | 2      |
| 15     | Georgien      | 0    | 0      | 1     | 1      |
| —      | Mongoliet     | 0    | 0      | 1     | 1      |
| —      | USA           | 0    | 0      | 1     | 1      |
| Totalt | Totalt        | 14   | 14     | 28    | 56     |

### Herrar
| Event                               | Guld                     | Silver                      | Brons                                                       |
| Extra lättvikt (60 kg) Detaljer...  | Tadahiro Nomura Japan    | Girolamo Giovinazzo Italien | Richard Trautmann Tyskland Dorjpalamyn Narmandakh Mongoliet |
| Halv lättvikt (65 kg) Detaljer...   | Udo Quellmalz Tyskland   | Yukimasa Nakamura Japan     | Israel Hernández Kuba Henrique Guimarães Brasilien          |
| Lättvikt (71 kg) Detaljer...        | Kenzo Nakamura Japan     | Kwak Dae-Sung Sydkorea      | Christophe Gagliano Frankrike Jimmy Pedro USA               |
| Halv mellanvikt (78 kg) Detaljer... | Djamel Bouras Frankrike  | Toshihiko Koga Japan        | Soso Liparteliani Georgien Cho In-Chul Sydkorea             |
| Mellanvikt (86 kg) Detaljer...      | Jeon Ki-Young Sydkorea   | Armen Bagdasarov Uzbekistan | Marko Spittka Tyskland Mark Huizinga Nederländerna          |
| Halv tungvikt (95 kg) Detaljer...   | Paweł Nastula Polen      | Min Soo Kim Sydkorea        | Stéphane Traineau Frankrike Aurélio Miguel Brasilien        |
| Tungvikt (+95 kg) Detaljer...       | David Douillet Frankrike | Ernesto Pérez Spanien       | Frank Möller Tyskland Harry Van Barneveld Belgien           |

### Damer
| Event                               | Guld                           | Silver                    | Brons                                           |
| Extra lättvikt (48 kg) Detaljer...  | Kye Sun-Hi Nordkorea           | Ryoko Tamura Japan        | Yolanda Soler Spanien Amarilis Savon Kuba       |
| Halv lättvikt (52 kg) Detaljer...   | Marie-Claire Restoux Frankrike | Hyun Sook-Hee Sydkorea    | Noriko Sugawara Japan Legna Verdecia Kuba       |
| Lättvikt (56 kg) Detaljer...        | Driulis González Kuba          | Jung Sun-Yong Sydkorea    | Isabel Fernández Spanien Marisbel Lomba Belgien |
| Halv mellanvikt (61 kg) Detaljer... | Yuko Emoto Japan               | Gella Vandecaveye Belgien | Jenny Gal Nederländerna Jung Sung-Sook Sydkorea |
| Mellanvikt (66 kg) Detaljer...      | Cho Min-Sun Sydkorea           | Aneta Szczepańska Polen   | Wang Xianbo Kina Claudia Zwiers Nederländerna   |
| Halv tungvikt(72 kg) Detaljer...    | Ulla Werbrouck Belgien         | Yoko Tanabe Japan         | Ylenia Scapin Italien Diadenis Luna Kuba        |
| Tungvikt (+72 kg) Detaljer...       | Sun Fuming Kina                | Estela Rodríguez Kuba     | Johanna Hagn Tyskland Christine Cicot Frankrike |